# NGC 220
NGC 220 bezeichnet einen offenen Sternhaufen im Sternbild Tukan. Er befindet sich von der Erde aus gesehen am westlichen Rand der Kleinen Magellanschen Wolke und ist Teil einer Kette von drei offenen Sternhaufen in dieser Region.
Der offene Sternhaufen NGC 220 wurde am 12. August 1834 von dem britischen Astronomen John Frederick William Herschel entdeckt.

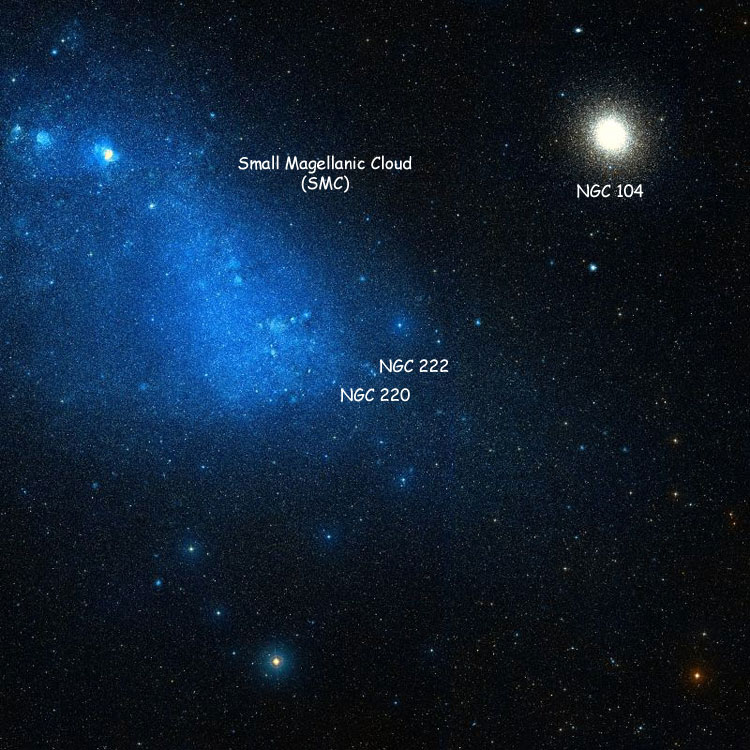
Aufnahme der Kleinen Magellanschen Wolke